# مطار ألماتي الدولي
مطار ألماتي الدولي (بالكازاخية: Халықаралық Алматы Әуежайы)، (إياتا: ALA) هو أكبر مطار دولي في كازاخستان يقع على بعد حوالي 18 كم من مركز ألماتي، أكبر مدينة والعاصمة التجارية لكازاخستان. هو أكثر المطارات ازدحامًا في كازاخستان وآسيا الوسطى ، حيث استوعب 7.23 مليون مسافر في عام 2022.

## شركات الطيران

### الركاب
| شركـات طيـران               | الوجهات |
| --------------------------- | --- |
| إيروفلوت                    | مطار شيريميتييفو الدولي |
| العربية للطيران             | مطار الشارقة الدولي |
| طيران أستانا                | Aktau، Aktobe، مطار أنطاليا، مطار آستانا الدولي، مطار أتيراو، مطار حيدر علييف الدولي، مطار سوفارنابومي الدولي، مطار بكين العاصمة الدولي، مطار مناس الدولي، مطار جينغديو الجديد، مطار باندارنيك الدولي، مطار انديرا غاندي الدولي، مطار دبي الدولي، مطار دوشنبه الدولي، مطار إسطنبول الدولي، Kyzylorda، مطار لندن هيثرو، مطار فيلانا الدولي، Oral، Oskemen، Phuket، مطار إنتشون الدولي، Shymkent، مطار طشقند الدولي، مطار تبليسي الدولي موسمي: مطار ميلاس بودروم، Heraklion، مطار بودغوريتسا الدولي موسمي عارض: Hambantota–Mattala، مطار شرم الشيخ الدولي |
| طيران سيشل                  | موسمي: مطار سيشل الدولي |
| طيران البلطيق               | موسمي: مطار ريغا الدولي |
| الأناضول جت                 | مطار إيسنبوغا الدولي |
| خطوط آسيانا الجوية          | مطار إنتشون الدولي |
| الخطوط الجوية الأذربيجانية  | مطار حيدر علييف الدولي |
| طيران بيلافيا               | مطار مينسك الدولي |
| خطوط جنوب الصين الجوية      | مطار أورومتشي الدولي، مطار شيان شيانيانغ الدولي |
| FlyArystan                  | Aktau، Aktobe، مطار آستانا الدولي، مطار أتيراو، مطار حمد الدولي، Karagandy، مطار كوستاناي، Kutaisi، Omsk، Oral، Pavlodar، Petropavl، Semey، Shymkent، Taraz، مطار حضرة السلطان الدولي، مطار يريفان الدولي |
| فلاي دبي                    | مطار دبي الدولي |
| طيران ناس                   | مطار الملك عبد العزيز الدولي |
| Hunnu Air                   | مطار جنكيز خان الدولي الجديد |
| خطوط إنديقو                 | مطار انديرا غاندي الدولي (تبدأ في 15 أغسطس 2023) |
| طيران الجزيرة               | مطار الكويت الدولي |
| كيش اير                     | مطار الإمام الخميني الدولي |
| لوفتهانزا                   | مطار فرانكفورت |
| نيوس (شركة طيران)           | مطار مالبينسا |
| Nordwind Airlines           | مطار كالينينغراد، مطار كوروموخ الدولي |
| خطوط بيغاسوس                | مطار إيسنبوغا الدولي، مطار أنطاليا، مطار صبيحة كوكجن الدولي |
| الخطوط الجوية القطرية       | مطار حمد الدولي |
| Qazaq Air                   | مطار آستانا الدولي، Kokshetau، Shymkent، Taraz |
| Red Wings Airlines          | مطار محج قلعة الدولي، مطار جوكوفسكي الدولي، مطار كولتسوفو الدولي |
| روسيه (خطوط جوية)           | مطار سوتشي الدولي |
| خطوط إس سفن                 | مطار نوفوسيبيرسك |
| طيران السلام                | موسمي: مطار مسقط الدولي (تبدأ في 1 يوليو 2023) |
| SCAT Airlines               | Aktau، Aktobe، مطار آستانا الدولي، مطار أتيراو، Balkhash، مطار هايكو ميلان الدولي، مطار الملك عبد العزيز الدولي، Karagandy، مطار كوستاناي، Kyzylorda، مطار الأمير محمد بن عبد العزيز الدولي، Mineralnye Vody ‏، مطار شيريميتييفو الدولي، Oral، Oskemen، Petropavl، مطار رأس الخيمة الدولي، Semey، Shymkent، Taraz، Zhezkazgan موسمي: مطار أنطاليا، مطار سانيا فينيكس الدولية موسمي عارض: مطار غوا الدولي، Hambantota–Mattala |
| سكاي أب                     | مطار بوريسبيل الدولي (معلقة) |
| Somon Air                   | مطار دوشنبه الدولي |
| Sunday Airlines             | موسمي عارض: مطار أنطاليا، مطار فيلانا الدولي، مطار كام رانه الدولي، مطار سانيا فينيكس الدولية، مطار شرم الشيخ الدولي |
| الخطوط الجوية التركية       | مطار إسطنبول الدولي |
| طيران تركمانستان            | مطار عشق آباد الدولي |
| Utair                       | Tyumen |
| الخطوط الجوية الأوزبكستانية | مطار طشقند الدولي |
| خطوط فيت جيت                | مطار كام رانه الدولي |
| ويز للطيران                 | مطار أبو ظبي الدولي |

### الشحن
| شركـات طيـران          | الوجهات |
| ---------------------- | --- |
| كارغولوكس              | مطار لوكسمبورغ |
| Cargolux Italia        | مطار مالبينسا |
| الخطوط الجوية القطرية  | مطار حمد الدولي، مطار هونغ كونغ الدولي |
| Silk Way West Airlines | مطار حيدر علييف الدولي |
| الخطوط الجوية التركية  | مطار آستانا الدولي، مطار مناس الدولي، مطار قوانغتشو باييون الدولي، مطار إسطنبول الدولي، مطار إنتشون الدولي، مطار شانغهاي بودنغ الدولي، مطار تايوان تاويوان الدولي |